# Sesia
Il Sesia (la Sesia nel vercellese; Tseschra in walser) è un importante fiume del Piemonte, uno dei più lunghi della regione (140 km) e un notevole affluente di sinistra del fiume Po. Verso la sua foce, scorre per brevi tratti in Lombardia.

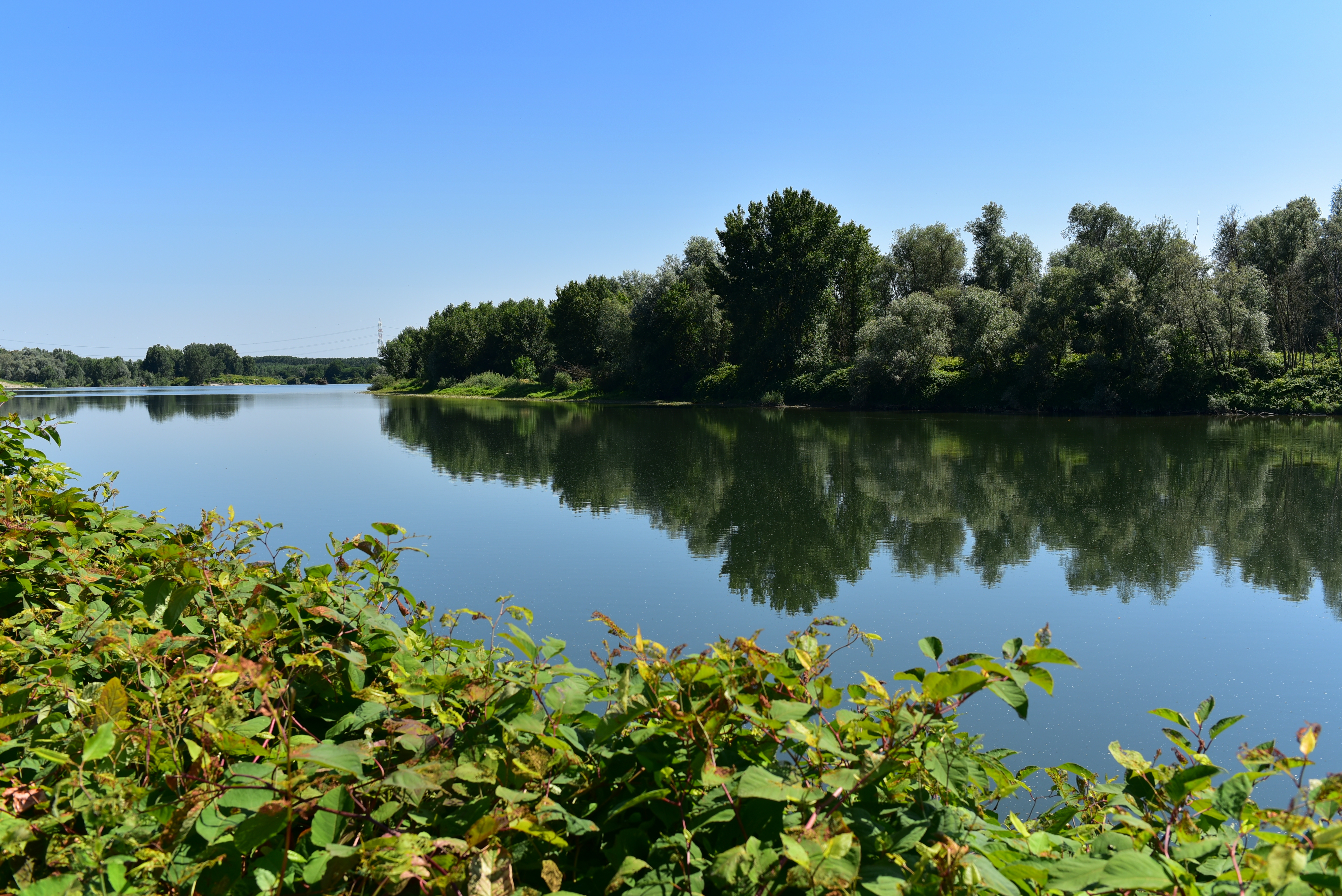
Fiume Sesia in Lombardia

## Idronimo
Nell’antichità il fiume era chiamato Sessites (Plinio, III, 20, 4) e più tardivamente Sessis (Ennodio, Carm. I, 1, 39), da cui è derivato il termine italiano "Sesia". Si ritiene che il primo autore che in lingua italiana abbia usato il termine "Sesia" sia Fazio degli Uberti (sec. XIV) nel Dittamondo (III, V, 62).

## Il corso del fiume
La Sesia nasce dal Monte Rosa a circa 2500 m s.l.m. dal ghiacciaio omonimo.

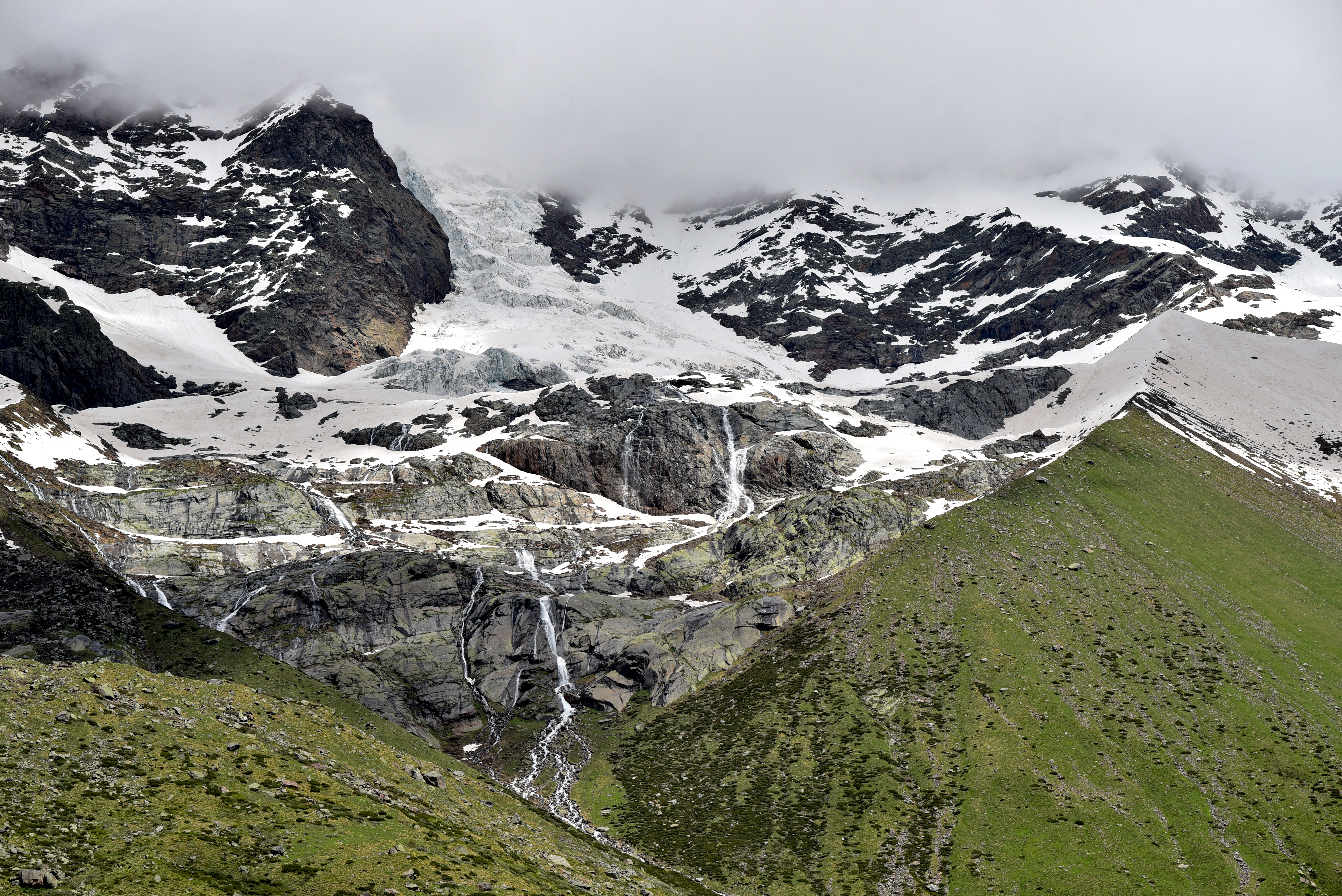
Monte Rosa sorgenti della Sesia

Scende quindi rapidissima lungo la Valsesia, ricevendo in questo tratto le acque di numerosi torrenti, che ne arricchiscono notevolmente la portata: il Sermenza, l'Otro, il Vogna, l'Artogna, il Sorba ed il Rio di Valmala.

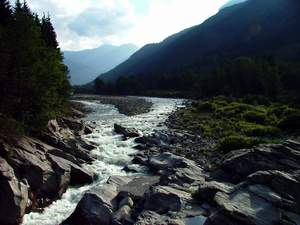
Il corso della Sesia

Giunta presso Varallo riceve l'importante apporto idrico del Mastallone e compie un'ampia curva assumendo direzione sud, raggiungendo in breve la cittadina di Borgosesia, dove riceve un altro importante affluente: il Sessera.
Da qui bagna Serravalle Sesia terminando il suo alto corso e aprendosi la strada verso la pianura.
Sfiora Gattinara, Prato Sesia (dove riceve il Roccia ed il Mologna) e Romagnano Sesia, fungendo anche da confine tra la provincia di Vercelli e la provincia di Novara, allargando notevolmente il suo letto e diramandosi in vari bracci secondari.
Dopo il comune di Ghemme segue quasi parallela un tratto dell'Autostrada Voltri-Gravellona e, sempre dirigendosi verso sud bagna Carpignano Sesia, Lenta e Ghislarengo; presso Greggio interseca l'A4 e viene anche sottopassato dal Canale Cavour grazie ad una tomba a sifone, lunga circa 256 metri.
Raggiunto il centro di Oldenico riceve da destra l'importante contributo del Cervo, suo principale affluente; di qui in poi, con portata più costante, lambisce la parte est della città di Vercelli dove è anche pesantemente arginato. Nei pressi della città riceve in destra idrografica le acque in esubero trasportate dal Naviglio di Ivrea, un canale artificiale che prende origine dalla Dora Baltea e fornisce acqua alle risaie della pianura vercellese occidentale.
Giunta quindi nei pressi del comune di Palestro (qui per alcuni tratti interamente in Lombardia), devia una parte delle sue acque al roggione di Sartirana ma, d'altra parte, riceve quelle in esubero dallo scaricatore Busca-Biraga; da questo punto in poi, la Sesia, prende a scorrere sinuosa sul confine tra Lombardia e Piemonte e riceve da destra presso Caresana il torrente Bona. Più a valle della confluenza con il Bona riceve l'apporto prima della Marcova e poi, poco più a sud, quello della Roggia Stura.
Infine, dopo essere stata attraversata dal ponte di Terranova (Candia Lomellina), confluisce da sinistra nel Po.

## Regime idrologico

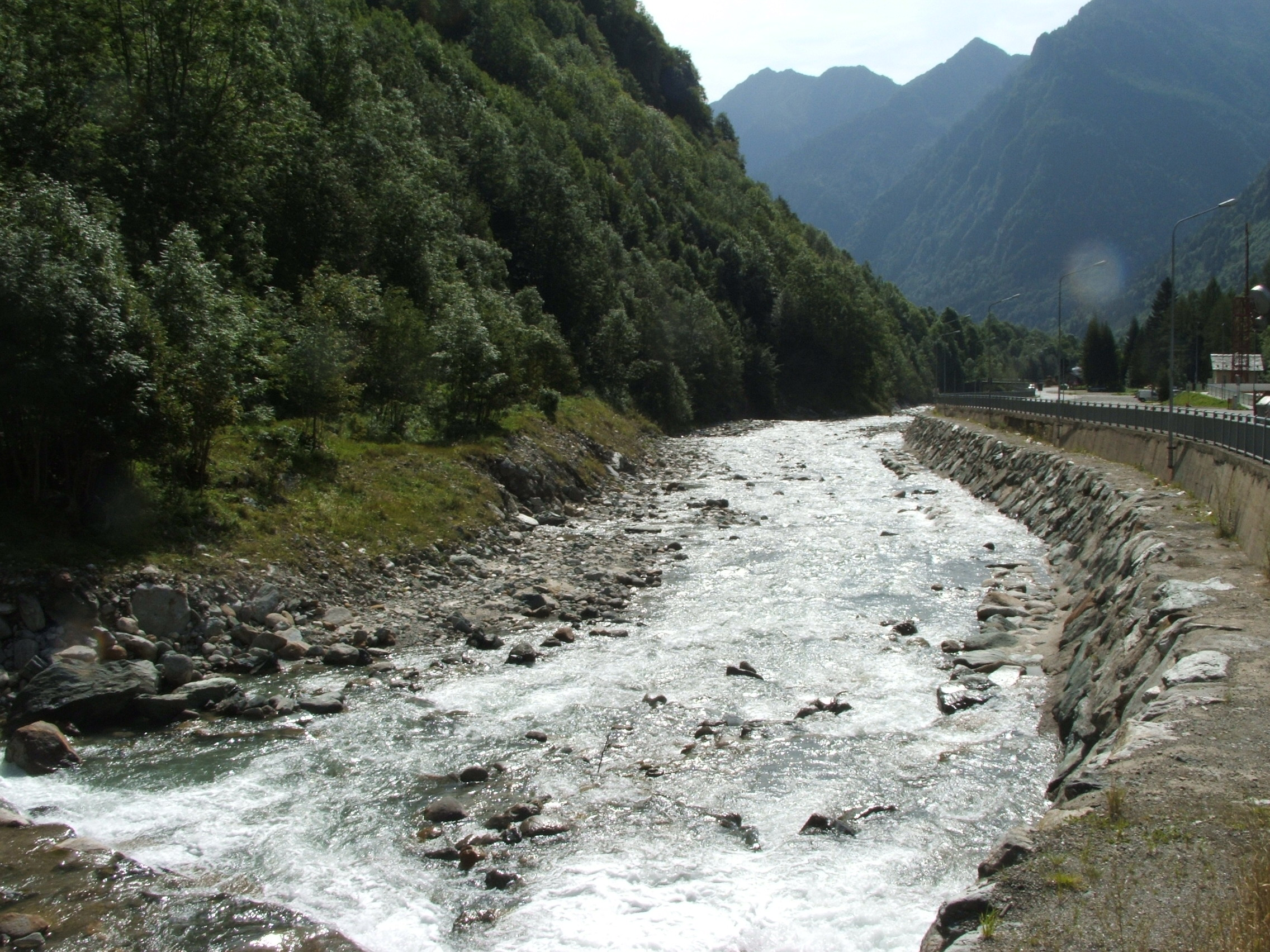
La Sesia ad Alagna

La Sesia, pur usufruendo dell'alimentazione nivale datagli del ghiacciaio del Monte Rosa, è un fiume dal regime estremamente torrentizio: a fronte di un modulo medio annuo di ben 70 m³/s (il 6° per importanza tra gli affluenti del Po), il fiume può subire nelle estati più siccitose magre rilevantissime (anche di pochissimi m³/s), soprattutto a causa dell'intensissimo sfruttamento delle sue acque per l'irrigazione. Dalla confluenza con il Cervo, il regime diviene molto più regolare.
Al contrario, in caso di precipitazioni eccezionali in alta Valsesia (vedi nel 1968, 1994, 2000 o nel 2020) il fiume può raggiungere anche valori di piena impressionanti di ben 5500-6000 m³/s, i più elevati in assoluto tra gli affluenti del Po, tanto da riuscire ad influenzarne pesantemente le piene.
Proprio nel 1968, dopo svariati giorni di pioggia che devastarono tutta la zona del Biellese e la Valsesia, il fiume ruppe ampi tratti del suo argine destro alluvionando parte della città di Vercelli, oltre ad ampie zone sulla riva sinistra, soprattutto nei comuni di Villata e Borgo Vercelli.
Nell'ottobre 2020, dopo incessanti piogge che hanno colpito l'alto Piemonte, la Sesia è cresciuta rapidamente, devastando il fondovalle. Si sono verificate esondazioni con danni alle infrastrutture in tutta la Valsesia. La piena ha provocato inoltre il crollo del ponte che collegava i comuni di Gattinara e Romagnano Sesia.
Ingenti danni alle colture ed alle abitazioni si sono verificati anche nella bassa Vercellese: Borgo Vercelli è stata parzialmente allagata, così come la ferrovia Torino-Milano tra la località di Bivio Sesia e il cavalcaferrovia sulla SP12 di Borgo Vercelli.

## Affluenti principali
- In sinistra orografica:
  - Sermenza
  - Mastallone
  - Pascone
  - Strona di Valduggia
  - Roccia

- In destra orografica:
  - Otro
  - Vogna
  - Artogna
  - Sorba
  - Rio di Valmala
  - Sessera
  - Cervo

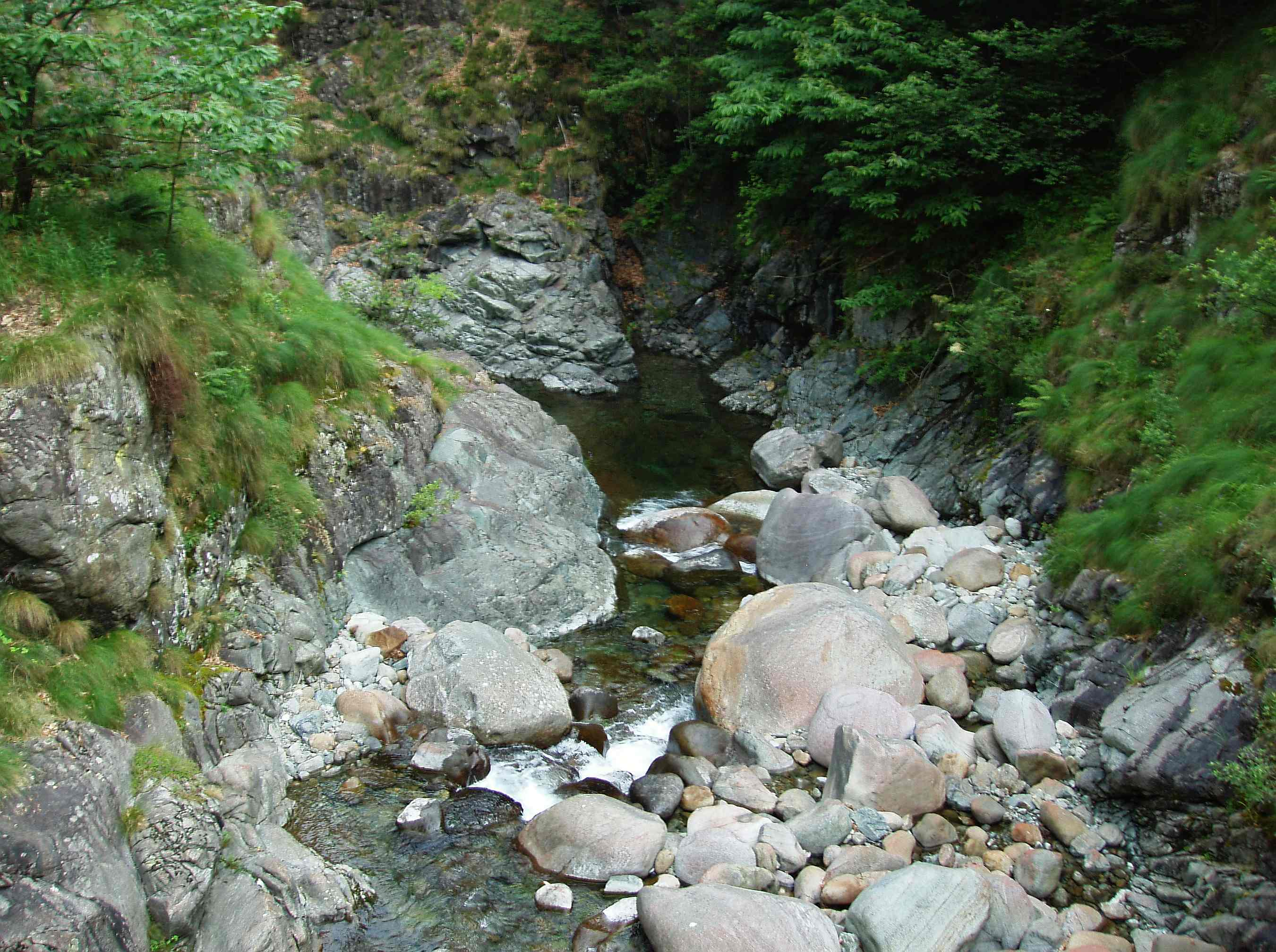
Il Rio di Valmala

  - Naviglio di Ivrea (canale artificiale)
  - Bona
  - Marcova
  - Roggia Stura

## Sport
Particolarmente adatto, nel suo tratto vallivo, per le attività canoistiche, nel 2001 il fiume è stato sede dei campionati europei di caiaco (kayak) e nel 2002 dei campionati mondiali.
Ospita anche diverse scuole di canoa.

## La Sesia e l'irrigazione
Dal fiume prendono il nome due importanti consorzi: l'Est Sesia ed l'Ovest Sesia, che assieme formano la Coutenza Canali Cavour. Oltre a questo, la Sesia è un elemento fondamentale per la coltura del riso; dal fiume si dipartono numerosi canali irrigui anche di origini antichissime: le rogge Mora, Biraga, Busca, Bolgora e Sartirana.

## Ittiofauna
La Sesia è una dei fiumi con popolazione di salmonidi più apprezzati d'Italia; nell'alto corso il permesso di pesca è affidato alla Svps (Società Valsesiana Pescatori Sportivi). Nel corso inferiore, invece, la pesca è affidata alla FIPSAS e nella sponda novarese dalla FIPSAS Novara.
L'ittiofauna è composta dalla trota iridea, dalla trota fario, dal salmerino, dalla trota marmorata e dal temolo nell'alto corso; mentre nel corso di pianura la presenza di ciprinidi si fa più rilevante.

## Comuni attraversati

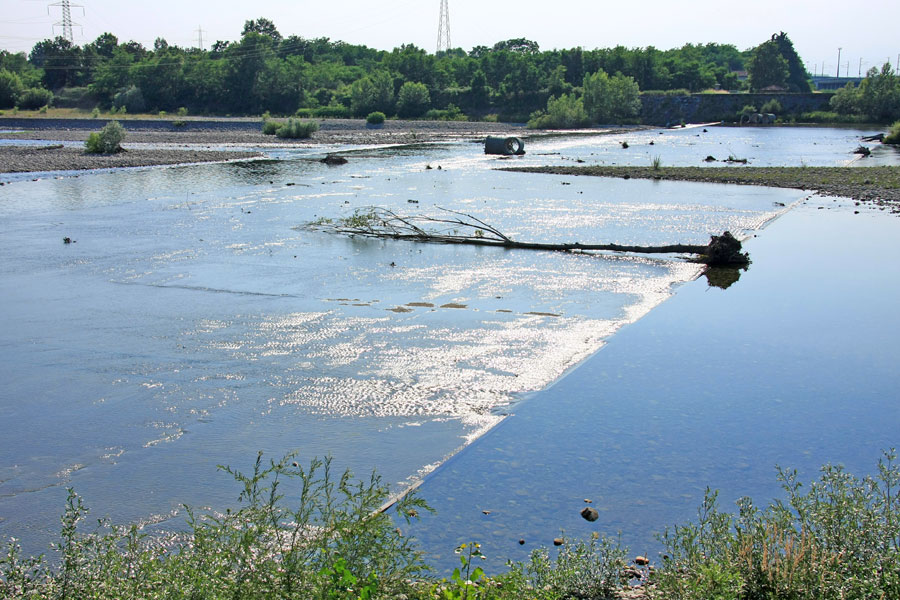
Il sottopassaggio del Canale Cavour, in comune di Greggio

### Provincia di Vercelli
- Alagna Valsesia
- Riva Valdobbia
- Mollia
- Campertogno
- Piode
- Pila
- Scopello
- Scopa
- Balmuccia
- Vocca
- Varallo
- Quarona
- Borgosesia
- Serravalle Sesia
- Gattinara
- Lenta
- Ghislarengo
- Arborio
- Greggio
- Albano Vercellese
- Oldenico
- Villata
- Caresanablot
- Vercelli
- Pezzana
- Caresana
- Motta de' Conti

### Provincia di Novara
- Grignasco
- Prato Sesia
- Romagnano Sesia
- Ghemme
- Carpignano Sesia
- Sillavengo
- Landiona
- Vicolungo
- Recetto
- San Nazzaro Sesia
- Sizzano

### Provincia di Pavia
- Palestro
- Rosasco
- Langosco
- Candia Lomellina

### Provincia di Alessandria
- Casale Monferrato
- Frassineto Po